# 李源長
李 源長（イ・ウォンジャン、朝鮮語: 이원장、1924年12月10日 - 1999年10月20日）は、大韓民国の陸軍軍人（陸軍少将）、政治家、実業家。第6歩兵師団長、第4・7代韓国国会議員を歴任した。本貫は龍仁李氏。

## 経歴
日本統治時代の忠清南道保寧郡（現・保寧市）出身。官立全州師範学校（現・全州教育大学校）卒。植民地時代に志願兵として日本軍に入隊。
1946年6月15日、警備士官学校第1期を卒業して任少尉。
朝鮮戦争開戦時は第16連隊（連隊長：文容彩大領）副連隊長。
1953年7月、陸軍大学第3期卒業。優等生であったことから卒業式では李承晩大統領から賞状を授与された。
1954年5月、任准将。
第1軍団参謀長、第15師団副師団長、連合参謀本部第2部長、陸軍本部監察監・人事局長、第6歩兵師団長を歴任。
1958年2月24日、陸軍少将として予備役に編入。政界入りした後は自由党に所属し、1958年の第4代総選挙で当選後は自由党中央常務委員兼政策委員を務めた。5・16軍事クーデター以後は大韓興業株式会社副社長を務めた。1967年の第7代総選挙では民主共和党の候補として舒川郡・保寧郡選挙区から536票差の勝利で当選したが、その後の当選無効を求める訴訟における再検票で新民党の金玉仙に13票差で敗れたため、1年後の判決により議員資格を失い、党からも除名された。また、1967年には大韓塩業株式会社副社長、十五倶楽部代表幹事を務めた。
1999年10月20日、ソウル中央病院（現・ソウル峨山病院）で死去。享年74。

## 賞勲
乙支勲章、忠武勲章、大統領表彰、金星忠武勲章、金星花郎勲章、大統領賞状。

## エピソード
27歳で将軍となり、30代で国会議員になったという幸運の持ち主である。